# 马士沙拉末
马士·沙拉末·本·卡斯塔里（1961年1月23日—），是一名出生於印度尼西亚的新加坡人。他於2008年2月27日从新加坡一处拘留所逃跑，因此成为新加坡头号通缉犯，国际刑警组织为此发出了橙色警报并通缉此人。这已是他第三次成功越狱（前两次越狱发生在印度尼西亚）。官方称他是回教祈祷团（回祈团）新加坡分部的头目。 
2006年1月，马士沙拉末在印度尼西亚爪哇被一个反恐小组逮捕并被遣送回新加坡。新加坡政府称，他曾计划在新加坡制造7起卡车炸弹爆炸。他还涉嫌於2002年密谋炸毁新加坡樟宜机场，而根据新加坡警察部队的说法，最初的计划是以一起坠机事件来达到恐怖袭击目的。但是，马士沙拉末至今未正式被新加坡相关部门起诉，而是在新加坡内安法令的相关条例下被捕。这一法令允许新加坡警察部队在未经审讯的情况下无限期拘捕嫌犯。

## 童年
马士沙拉末于1961年1月23日出生在印度尼西亚中爪哇省的肯德尔，经历了典型的乡村童年生活。这位在马来西亚加基武吉小学读书的孩子，在邻居眼中普普通通。二十世纪八十年代时，他搬到新加坡勿洛水库附近的公寓，结婚并育有5个子女。

## 与回教祈祷团的关系
马士沙拉末于九十年代时加入了伊斯兰教国运动，并於1992年加入新加坡的回教祈祷团小组。此后，他被送往阿富汗接受了为期一年的训练。1998年，他研究学习了塔利班政权系统。这一政权系统给他留下了极为深刻的印象。
新加坡情报部门指出，马士沙拉末曾经与回教祈祷团的领袖人物汗巴里（Hambali）会面并策划了一些最终未能实施的恐怖袭击方案，其中便包括劫持一架从泰国曼谷起飞的飞机，并迫使它坠毁在新加坡樟宜机场。在新加坡当局于2001年12月展开对13名回教祈祷团成员的大规模拘捕之前，他便已逃离了新加坡。

## 数次被捕
2003年2月，马士沙拉末由于涉嫌参与2001年和2002年在印尼境内发生的2起爆炸事件而在印度尼西亚民丹岛被捕。在搜查中，警方发现了关于制造炸弹以及宣扬“殉教”行为的书籍。法庭上，他承认回教祈祷团曾策划对新加坡境内的美军设施发动袭击。但由于被捕时马士沙拉末使用的是以Edy Heriyanto为姓名的假身份证，并以此办理了印度尼西亚护照，因此最后他以触犯移民条例的罪名被判处有期徒刑18个月。在18个月的刑期内，马士沙拉末曾试图跳楼越狱，但这次拙劣的越狱计划并未成功，而且他的左脚因此而瘸了，“跛脚马”的外号由此而来。当时新加坡与印度尼西亚还没有引渡协议，获释后他并没有被移送新加坡警方。
2006年1月20日，马士沙拉末在爪哇岛探望儿子时再次被捕。这一次，他于2006年2月3日被引渡回新加坡，并在未经审讯的情况下根据新加坡内安法令而被拘捕。

## 第三次越狱

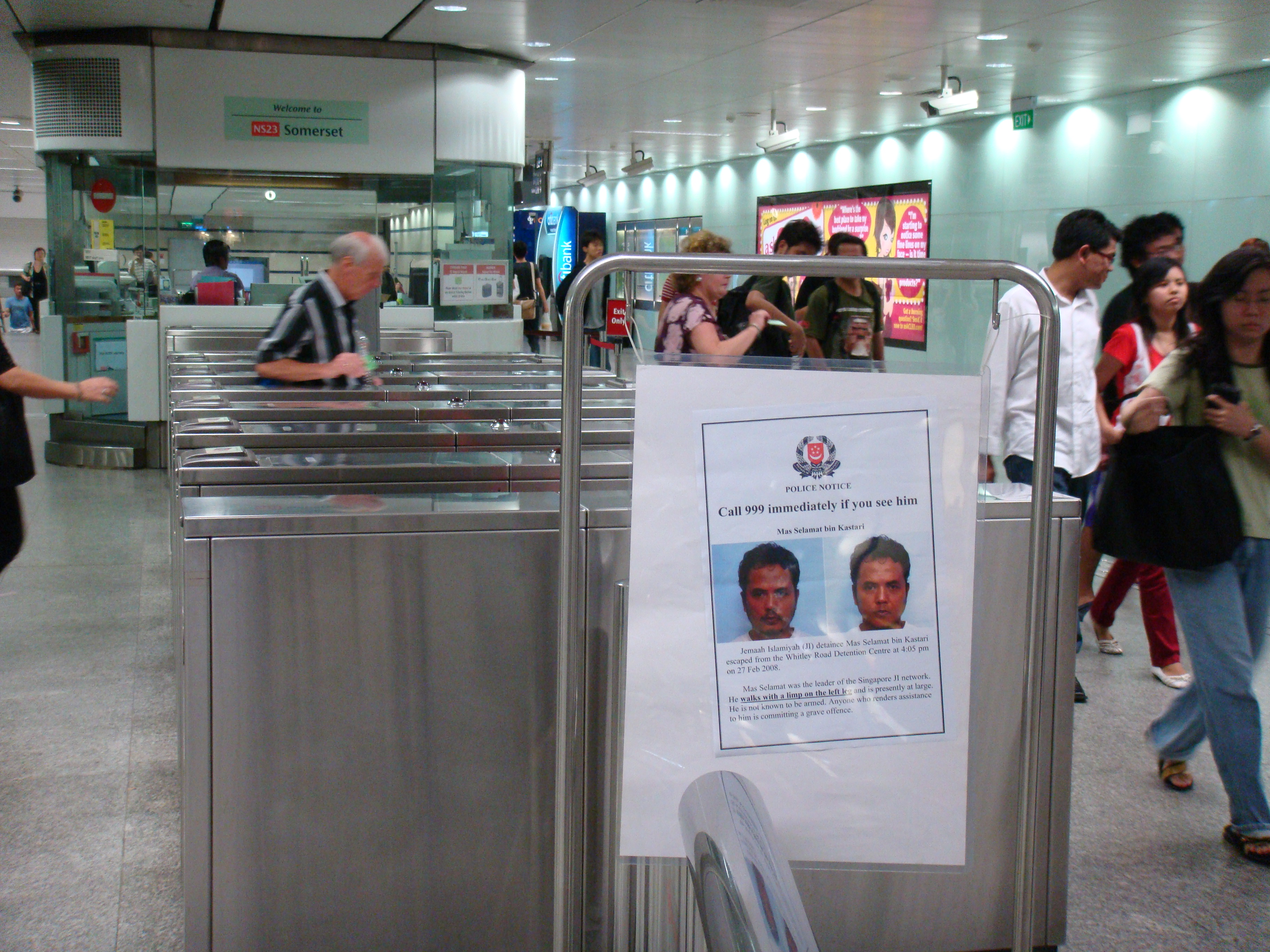
马士沙拉末的通缉令在新加坡随处可见，此照片拍摄于新加坡索美赛地铁站。

2008年2月27日下午4时05分，马士沙拉末从关押他的新加坡内部安全局惠德里路拘留中心越狱。他原定在下午4时至4时30分之间接见前来探望他的妻子和孩子。在他等候的时候他提出要上厕所，随后成功逃走。新加坡警察部队、辜加警察、特遣部队、新加坡武装部队等都参与立即展开的大规模搜捕活动。持续了数天的地毯式搜捕活动一无所获。由于确信马士沙拉末未持有武器，不会对居民造成威胁，政府终止了内陆的搜捕活动，将重心转移到边境各关卡的巡逻与检查工作。
当局安排了一系列独立的研究，试图找出导致马士沙拉末成功越狱的原因。新加坡副总理黄根成承认，安保方面的一个疏忽导致了这场越狱事件，但警方已经竭尽全力展开搜捕马士沙拉末的活动。位于安莱益路的这个拘留中心有完备的闭路电视、铁丝网围栏以及武装警卫。群众对这次越狱事件普遍表示震惊，因为这个国家曾被西方观察者称为是一个“从未听说过有任何安全漏洞”的国度。面对来自公众和媒体的质询，新加坡政府“显得无比尴尬”。为此当局不得不加强拘留中心附近学校的安保措施，以平息家长的焦虑心情。印度尼西亚与马来西亚也加强了边防力度。当局更是接到了超过1100次据称看见过马士沙拉末的报警电话。
国际刑警组织在新加坡当局的要求下向其186个成员国办事处发出了全球紧急安全警报，或“橙色警报”。随后警报等级被提升至红色。
新加坡各处的购物中心、公交车、地铁，甚至是学校里都贴满了马士沙拉末的通缉令。志愿者也纷纷上街向公众发放传单。新加坡的三家电信公司从2008年3月1日起向其550万用户发送包含马士沙拉末照片的多媒体短信，并向新电信网络用户发送包含通缉令的电子邮件。多媒体短信的文字内容是：“如果您看见马士·沙拉末·本·卡斯塔里，请立即拨打999。他较矮（身高1.58米），快速行走时左腿是瘸的。谢谢。”边境的检查点被部分关闭，使得游客或居民离境时等待时间大大延长。
关于马士沙拉末的下落有多种说法。新加坡警方最初坚信他仍在新加坡境内，但马来西亚的星报称马士沙拉末已乘坐快艇逃往印度尼西亚。
2008年7月21日，两位匿名人士前往新加坡内务部并提供了一百万新元设立悬赏。

### 公众反应
部分公众（尤其是网民）持尖锐的批评态度，法新社评论到：“恐怖主义可不是什么好笑的事情，尤其是在新加坡这个安全意识极高的国度。可是这名瘸腿的伊斯兰激进分子嫌犯居然从拘留中心逃跑。互联网上遍布着嘲讽。” 来自互联网的评论还指责一些支持政府的媒体试图通过回避一些关键问题来降低这一事件的重要性。越来越多的思考演变为对政府的不信任，有人甚至将越狱归咎为黑魔法或是有内应存在。网络社区中更是有人声称“越狱”只是为了掩盖马士沙拉末已经死在拘留中心的事实，或是新加坡政府故意放跑他，以试图跟踪追捕其他的恐怖分子。
批评的声音直指新加坡副总理兼内务部长黄成根，因为马士沙拉末逃跑的消息在事发4小时候才被正式公布，而相关的细节直到第二天的议会会议中才被公开。
为了研究马士沙拉末逃跑的方式，2008年3月2日一个独立调查委员会正式成立，委员会的主席是原新加坡大法官，现任新加坡国际仲裁中心主席吴允燊。

### 越狱调查结果
负责此事件的调查委员会于2008年4月21日的一次议会会议中公布了相关的调查结果。报告中表示，马士沙拉末是从厕所翻窗逃跑的。委员会总结出了3个原因，一是那间厕所中窗户上的栅格不够密，二是马士沙拉末上厕所时，警卫允许他把门关上。这导致马士沙拉末逃走数分钟后警卫才察觉。第三，拘留所探监处周围的围栏达不到要求的安全等级，导致马士沙拉末可以轻松逃走。
此外报告中还提到，根据现场重演得出的估测，马士沙拉末只需49秒便可翻出窗外并越过栅栏，再用2分44秒即可到达拘留中心附近的泛岛高速公路。而厕所外的警卫在马士沙拉末进入厕所11分钟后才起了疑心并破门而入，因此那时马士沙拉末很可能已经逃出很远了。

### 错误逮捕
2008年8月7日，一名长相“酷似”马士沙拉末的男子被印尼警方逮捕。此男子表示自己是一名教科书推销员而非逃亡者。经过一段时间的审讯，最后该名男子被释放。

### 于马来西亚落网
2009年4月，马士沙拉末在马来西亚落网并得到新加坡政府证实。5月8日，新加坡副总理兼新加坡内政部长黄根成将举行记者会公布详情。

### 后期发展
2021年12月3日，官方透露，现年62岁的马士沙拉末依旧被无限期监禁，他依旧不肯放弃他的极端思想。他的长子马西哈迪（Masyhadi）也同样加入了伊斯兰祈祷团，并且在2013年被逮捕并无限期关押至今。